# Lanchester
Панцирник Lanchester (англ. Lanchester 4x2 Armoured Car) став другим панцирним автомобілем після панцирника Rolls-Royce Британської армії періоду Першої світової війни.

## Історія
Легкий панцирник почала розробляти компанія Lanchester Motor Company 1914 згідно замовлення Королівської Морської Авіаційної Служби (англ. Royal Navy Air Service) (RNAS). До війська вони потрапили після завершення маневрової фази війни, що не сприяло їхньому застосуванню на полі бою.
З 36 панцирників у травні 1915 у Франції сформували 12 ескадронів. Ще 10-15 панцирників передали бельгійському війську. Англо-Російський комітет у грудні 1915 закупив 22 панцирника для потреб російського війська понад виділені Головним військово-технічним правлінням армії норми, хоч він і не відповідав висунутим вимогам, як панцирник Austin. У січні 1916 вони прибули до Росії, де 19 панцирників озброїли 37 мм гарматами. Ще 12 панцирників знаходилось в експедиційному Панцирному загоні Британського Адміралтейства, що знаходився на Східному фронті впродовж 1916–1917 років. Їх використовували на Кавказі, Румунії, Галичині, де під Тернополем панцирник захопили німці.

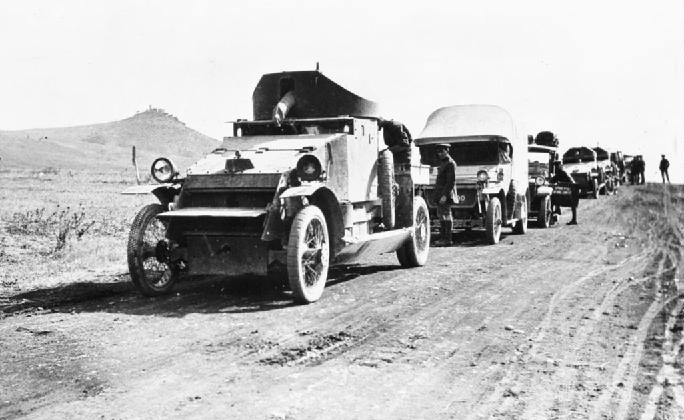
Панцирник Lanchester. 1919

Після революції, початку Громадянської війни експедиційні корпуси через Мурманськ повернулись на батьківщину, попередньо знищивши частину панцирників. У січні 1918 панцирники взяли участь у більшовицькій війні проти Української Народної Республіки. На лютий 1919 на ремонті в Харкові знаходилось два панцирники Lanchester, які влітку взяли участь у бою з панцирним поїздом «Революційно повстанської армії України (махновців)» Нестора Махна, коли було підбито один панцерник і потяг. Декілька вцілілих панцирників використовували війська РСЧА і білогвардійців.
Досвід виготовлення і експлуатації панцирників використали при проектуванні панцирників Lanchester-6x4.